# Poročnik
Poročnik je prvi častniški čin; v mornarici mu ustreza poročnik korvete.
Slovenska vojska: 